# 曇天の穴
『曇天の穴』（どんてんのあな）は、佐野史郎による短編小説。クトゥルフ神話の一編で、1994年に単行本『クトゥルー怪異録』のために書き下ろされた。ノベルズ版の紹介文では「<這い寄る混沌>とでも形容すべき独特なうねりのある文体で夢のリアリティーを追求し、独自のクトゥルー神話世界を構築した力作である」と紹介している。
佐野はウボ＝サスラが一番好きな邪神と語る。また作中で描かれる宇宙兎と湖の風景は、美學校（中村宏油彩画工房）時代に夢に見た光景を描いた絵がモデルとなっているという。
本作品が収録されているノベルズ単行本は、日本人作家による初のクトゥルフ神話アンソロジーであり、佐野主演のドラマ『インスマスを覆う影』の小説版『蔭洲升を覆う影』が収録され、巻末には佐野と菊地秀行の対談が収録されている。
東雅夫は「『竹内文書』の研究家である語り手の前に、突如出現する異形の兎。ランドルフ・カーターから届けられた『ネクロノミコン』入りのフロッピー・ディスク。湖の上空、垂れこめる曇天にぽっかりと開く異界への穴、そしてウボ＝サスラの顕現……幻想的な神話イメージを、粘着質の文体で描いた超異色作である」と解説している。

## 作品内容
作品は9章構成。8章までは「私」の視点となっており、酩酊した文体の主観で、信頼できない語り手とされる。
最後の9章は新聞記事の抜粋という体裁をとる。執筆者が「兎」であるらしく、兎が何かをしたうえで情報統制をしていることが示唆されている。

### 1-8章「私」
自宅書斎で論文を執筆していた「私」が、室内に気配を感じて振り向くと、「異形の兎」がいた。私は様子をうかがいつつ撮影するも、兎は逃げ出して階段を降りていく。私は兎が何かを伝えようとしていたと察し、追いかけるも見失う。家族は皆出払っており確かめようがなく、私は友人に相談するために外出する。
道中、湖に通りかかると、曇天の空に一か所だけ穴が開き、星空が覗いている。水面は柱のように数十メートルの高さまで隆起し、ゼリーのようにぬめりを放っていた。そのまま友人宅に向かうも彼は不在であり、夫人からお土産にと蒲鉾を受け取る。湖の怪現象を夫人に尋ねるも、彼女は全く知らない様子である。急ぎ帰宅した私が、キャメラを携えて湖に戻るも、現象は消えていた。とりあえず、あの兎の意図が、湖の光景を見に行けということであるのは理解した。町の者は誰も気づいておらず、ニュースにもならない。
帰宅して家族に確認を取ると、家族は皆ずっと家にいたと証言し、私の方こそ大学に行っただろうと返答される始末である。私が手に持っているのは、蒲鉾ではなく郵便物であった。はて白昼夢であったか。続いてボストンのランドルフ・カーター氏からの郵便物を開封すると、ディスクが出てくる。パソコンで読み込むと、ネクロノミコンを始めとする禁断の文献群がモニタに表示され、私は宇宙年代記に感激する。
翌日の夕方、私はキャメラを持って再び湖へ向かう。あの怪現象を解き明かして来週の学会で発表するのだと意気込み、再び湖面が隆起するのを待っていると、足元から水に飲まれていき、隆起して高く上げられる。私は自分が喰われていることを理解し、あのディスクにはウボ＝サスラが納められていたことを知るが手遅れであった。

### 9章：新聞記事
1994年9月、地元の研究者である愛巧太博士が行方不明不在のまま、「世界神智学サミット」が始まる。拾得物のカメラが愛巧博士の所有物と判明し、フィルムを現像したところ、異常気象現象や奇形の小動物が写っていた。だがそのようなものは他の誰も見ておらず、精巧な合成写真かと疑われる。出席者のカーター氏は、博士の安否を気にかけ、また写真の内容に関心を寄せる。氏によれば、共に学会に参加する予定だったミスカトニック大学の研究者たちも、先月、稀覯書をコンピュータソフトに入力する作業の途中で全員行方不明になっているという。

### 主な登場人物
- 「私」 - 大学所属の考古学者。『竹内文書』の宇宙創成神話を研究しており、学会のための論文準備に忙しい。名前は愛巧太（あいこう ふとし）。
- 「兎」 - 両目がナメクジ状に突き出ており、白い体毛に燐光を放つ生物。私は「兎」とみなした。
- 「友」 - 私の20年来の友人。蒲鉾工場勤務。
- ランドルフ・カーター - 学会の出席者。ボストン在住の歴史家。

## 収録
- 『クトゥルー怪異録』学研ホラーノベルズ、1994年
- 『クトゥルー怪異録』学研M文庫、2000年

## 関連作品
- 蔭洲升を覆う影 - 佐野史郎主演ドラマ。愛巧太の名が、登場人物の筆名として用いられている。